# Arnd Schmitt
Arnd Schmitt (n. 13 iulie 1965, Heidenheim an der Brenz, Republica Federală Germania, Germania) este un scrimer german, medaliat olimpic. A participat la 4 ediții ale Jocurilor Olimpice (1988, 1992, 1996, 2000) în care a câștigat două medalii de aur și o medalie de argint.